# プノンペン国際空港
プノンペン国際空港（プノンペンこくさいくうこう、クメール語: អាកាសយានដ្ឋានអន្តរជាតិភ្នំពេញ、英: Phnom Penh International Airport）とは、カンボジアの首都、プノンペンの近郊にある国際空港。旧空港名は、ポチェントン国際空港。

## 概要
プノンペン市街から西に約7kmに位置し、首都の空の玄関口として機能している。1995年からフランス（ヴァンシ・エアポート）・マレーシアの民間共同体の手でBOT方式による空港施設の近代化が図られ、2001年の完成後は大型旅客機の就航も可能となった。
旧施設は大半が取り壊されたが、到着ゲートや国内線の一部で現在も利用されている。また、建物の東側にはVIP専用施設があり、国王一族や外国賓客に利用されている。
空港利用料は国際線25US$、国内線6US$。（2010年2月現在）

### 新空港の建設
増加する旅客に対応するため、新空港を建設することが公表された
。2018年、プノンペン市中心部から南方30kmにあるカンダル州タクマオにて、新空港を建設する方針が明らかにされ、建設費用は15億ドル、面積は2,600ヘクタールと見込まれている。
2023年に建設工事が完了する見込みである。新空港の開港後も、当空港は国内線専用空港、軍用基地として利用される予定である。

## 歴史
1956年にカンボジアのフラッグ・キャリアとしてロイアル・エア・カンボジアが設立され、本空港をハブ空港として使用していた。しかし1975年から1979年にかけてのクメール・ルージュ政権下では国内の民間航空会社の運航は停止され、北京-プノンペン間に中国民航機が週1便発着するのみとなった。
その後、カンボジア・ベトナム戦争を経てベトナムおよびソ連をバックとしたカンプチア人民共和国が建国されると、カンボジア国内の民間航空はソ連・ロシアの支援を受けて徐々に復興することとなった。

## 就航航空会社と就航都市
2020年以降、新型コロナウイルス感染症の影響により、多くの定期便が運休、減便、経路変更となっている。
| 航空会社                   | 就航地 | 備考 |
| -------------------------- | --- | ---- |
| エア・カンボジア           | シェムリアップ、大阪/関西(福州経由、2026年3月より就航予定)、東京/成田(福州経由、2025年10月より就航予定)、ホーチミン、ハノイ、上海浦東、鄭州、福州、広州、海口、深圳(2025年7月1日より運航開始予定)、マカオ |      |
| カンボジア・エアウェイズ   | バンコク/スワンナプーム、ホーチミン、シンガポール、北京大興、成都天府、深圳、マカオ |      |
| ランメイ航空               | バンコク/スワンナプーム、クアラルンプール、広州、南寧、長沙 |      |
| スカイ・アンコール航空     | バンコク/スワンナプーム、バンコク/ドンムアン、ソウル/仁川 |      |
| エアアジア・カンボジア     | シェムリアップ |      |
| エアアジア                 | クアラルンプール |      |
| 中国国際航空               | 北京首都 |      |
| アシアナ航空               | ソウル/仁川 |      |
| バンコク・エアウェイズ     | バンコク/スワンナプーム |      |
| キャセイパシフィック航空   | 香港 |      |
| チャイナエアライン         | 台北 |      |
| 中国東方航空               | 上海浦東、昆明 |      |
| 中国南方航空               | 広州、深圳 |      |
| エバー航空                 | 台北 |      |
| 海南航空                   | 深圳 |      |
| インドネシア・エアアジア   | ジャカルタ |      |
| en:K-Mile Air              | バンコク/スワンナプーム | 貨物 |
| 大韓航空                   | ソウル/仁川 |      |
| ジェットスター・アジア航空 | シンガポール |      |
| マレーシア航空             | クアラルンプール |      |
| ミャンマー国際航空         | ヤンゴン |      |
| フィリピン航空             | マニラ |      |
| 深圳航空                   | 深圳 |      |
| シンガポール航空           | シンガポール |      |
| 春秋航空                   | 上海浦東、深圳 |      |
| タイ・エアアジア           | バンコク/ドンムアン |      |
| タイ国際航空               | バンコク/スワンナプーム |      |
| タイ・ベトジェットエア     | バンコク/スワンナプーム |      |
| ベトナム航空               | ホーチミン、ヴィエンチャン |      |
| 厦門航空                   | 廈門 |      |

2023年6月現在

## アクセス
- バス

  - en:Phnom Penh City Bus : :en:Line 03, en:Phnom_Penh_International_Airport_BRT_station（大きな荷物を持った旅行者は利用できない）
- タクシー（定額制）
- トゥクトゥク（定額制）

2018年4月10日、プノンペン駅までの鉄道が開業した。105Kストリート上にレールが敷設された。2020年7月より運休し、レールは埋められている。